# Olympische Sommerspiele 1912/Schießen
Bei den Olympischen Sommerspielen 1912, offiziell Spiele der V. Olympiade genannt, in der schwedischen Hauptstadt Stockholm fanden 18 Wettbewerbe im Sportschießen statt. Austragungsort waren die Kaknäs skjutbanor für die Wettkämpfe mit dem Gewehr und der Pistole sowie die Stora Skuggans skjutbanor für Wettkämpfe mit der Flinte und dem Laufenden Hirsch.

## Bilanz

### Medaillenspiegel
| Platz  | Land               | Gold | Silber | Bronze | Gesamt |
| ------ | ------------------ | ---- | ------ | ------ | ------ |
| 1      | Schweden           | 7    | 6      | 4      | 17     |
| 2      | Vereinigte Staaten | 7    | 4      | 3      | 14     |
| 3      | Frankreich         | 2    | –      | –      | 2      |
| 4      | Großbritannien     | 1    | 4      | 4      | 9      |
| 5      | Ungarn             | 1    | –      | –      | 1      |
| 6      | Dänemark           | –    | 1      | 2      | 3      |
| 7      | Deutsches Reich    | –    | 1      | 1      | 2      |
| 7      | Norwegen           | –    | 1      | 1      | 2      |
| 7      | Russland           | –    | 1      | 1      | 2      |
| 10     | Finnland           | –    | –      | 2      | 2      |
| Gesamt | Gesamt             | 18   | 18     | 18     | 54     |

### Medaillengewinner
| Disziplin                                      | Gold | Silber                                                                                                  | Bronze |
| ---------------------------------------------- | --- | --- | --- |
| 600 m Armeegewehr                              | Paul Colas (FRA)                                                                                           | Carl Osburn (USA)                                                                                       | John Jackson (USA) |
| Armeegewehr Dreistellungskampf                 | Sándor Prokopp (HUN)                                                                                       | Carl Osburn (USA)                                                                                       | Engebret Skogen (NOR) |
| Armeegewehr Dreistellungskampf Mannschaft      | Vereinigte StaatenHarry Adams Allan Briggs Cornelius Burdette John Jackson Carl Osburn Warren Sprout       | GroßbritannienHenry Burr Arthur Fulton Harcourt Ommundsen Edward Parnell James Reid Edward Skilton      | SchwedenCarl Björkman Tönnes Björkman Mauritz Eriksson Werner Jernström Hugo Johansson Bernhard Larsson                                          |
| Freies Gewehr Dreistellungskampf               | Paul Colas (FRA)                                                                                           | Lars Jørgen Madsen (DEN)                                                                                | Niels Larsen (DEN) |
| Freies Gewehr Dreistellungskampf Mannschaft    | SchwedenCarl Björkman Erik Blomqvist Mauritz Eriksson Hugo Johansson Gustaf Adolf Jonsson Bernhard Larsson | NorwegenAlbert Helgerud Einar Liberg Østen Østensen Olaf Sæter Ole Sæther Gudbrand Skatteboe            | DänemarkNiels Andersen Jens Hajslund Laurits Larsen Niels Larsen Lars Jørgen Madsen Ole Olsen                                                    |
| 50 m Kleinkalibergewehr liegend                | Frederick Hird (USA)                                                                                       | William Milne (GBR)                                                                                     | Harry Burt (GBR) |
| 50 m Kleinkalibergewehr liegend Mannschaft     | GroßbritannienEdward Lessimore Robert Murray Joseph Pepé William Pimm                                      | SchwedenEric Carlberg Vilhelm Carlberg Arthur Nordenswan Ruben Örtegren                                 | Vereinigte StaatenFrederick Hird William Leushner Carl Osburn Warren Sprout                                                                      |
| Kleinkaliber verschwindendes Ziel              | Vilhelm Carlberg (SWE)                                                                                     | Johan Hübner von Holst (SWE)                                                                            | Gideon Ericsson (SWE) |
| Kleinkaliber verschwindendes Ziel Mannschaft   | SchwedenGustaf Boivie Eric Carlberg Vilhelm Carlberg Johan Hübner von Holst                                | GroßbritannienWilliam Milne Joseph Pepé William Pimm William Styles                                     | Vereinigte StaatenFrederick Hird William Leushner William McDonnell Warren Sprout                                                                |
| 50 m Freie Pistole                             | Alfred Lane (USA)                                                                                          | Peter Dolfen (USA)                                                                                      | Charles Stewart (GBR) |
| 50 m Freie Pistole Mannschaft                  | Vereinigte StaatenJohn Dietz Peter Dolfen Alfred Lane Henry Sears                                          | SchwedenErik Boström Eric Carlberg Vilhelm Carlberg Georg de Laval                                      | GroßbritannienHugh Durant Albert Kempster Horatio Poulter Charles Stewart                                                                        |
| 30 m Schnellfeuerpistole                       | Alfred Lane (USA)                                                                                          | Paul Palén (SWE)                                                                                        | Johan Hübner von Holst (SWE) |
| 30 m Armeerevolver Mannschaft                  | SchwedenEric Carlberg Vilhelm Carlberg Johan Hübner von Holst Paul Palén                                   | RusslandAmos Kasch Mykola Melnyzkyj Heorhij Pantelejmonow Pawel Woiloschnikow                           | GroßbritannienHugh Durant Albert Kempster Horatio Poulter Charles Stewart                                                                        |
| Laufender Hirsch 100 m Einzelschuss            | Alfred Swahn (SWE)                                                                                         | Åke Lundeberg (SWE)                                                                                     | Nestori Toivonen (FIN) |
| Laufender Hirsch 100 m Einzelschuss Mannschaft | SchwedenPer-Olof Arvidsson Åke Lundeberg Alfred Swahn Oscar Swahn                                          | Vereinigte StaatenWilliam Leushner William Libbey William McDonnell Walter Winans                       | FinnlandAxel Fredrik Londen Ernst Rosenqvist Nestori Toivonen Iivar Väänänen                                                                     |
| Laufender Hirsch 100 m Doppelschuss            | Åke Lundeberg (SWE)                                                                                        | Edward Benedicks (SWE)                                                                                  | Oscar Swahn (SWE) |
| Trap                                           | James Graham (USA)                                                                                         | Alfred Goeldel-Bronikowen (GER)                                                                         | Harry Blaus (RUS) |
| Trap Mannschaft                                | Vereinigte StaatenCharles Billings Edward Gleason James Graham Frank Hall John Hendrickson Ralph Spotts    | GroßbritannienJohn Butt William Grosvenor Harold Humby Alexander Maunder Charles Palmer George Whitaker | Deutsches ReichAlfred Goeldel-Bronikowen Horst Goeldel-Bronikowen Erland Koch Albert Preuß Erich Graf von Bernstorff Franz von Zedlitz und Leipe |

## Ergebnisse

### 600 m Armeegewehr
| Platz | Land | Athlet             | Punkte |
| ----- | ---- | ------------------ | ------ |
| 1     | FRA  | Paul Colas         | 94     |
| 2     | USA  | Carl Osburn        | 94     |
| 3     | USA  | John Jackson       | 93     |
| 4     | USA  | Allan Briggs       | 93     |
| 5     | GBR  | Philip Plater      | 90     |
| 6     | SWE  | Werner Jernström   | 88     |
| 7     | GBR  | Harcourt Ommundsen | 88     |
| 8     | USA  | Cornelius Burdette | 87     |
|       |      |                    |        |
| 81    | AUT  | Johann Dulnig      | 41     |

Datum: 1. Juli 1912

85 Teilnehmer aus 12 Ländern
Die Entscheidung um die Goldmedaille bzw. um die Bronzemedaille fiel in einem Stechen.

### Armeegewehr 4 Distanzen Mannschaft
| Platz | Land | Athleten | Punkte |
| ----- | ---- | --- | ------ |
| 1     | USA  | Harry Adams Allan Briggs Cornelius Burdette John Jackson Carl Osburn Warren Sprout                                    | 1687   |
| 2     | GBR  | Henry Burr Arthur Fulton Harcourt Ommundsen Edward Parnell James Reid Edward Skilton                                  | 1602   |
| 3     | SWE  | Carl Björkman Tönnes Björkman Mauritz Eriksson Werner Jernström Hugo Johansson Bernhard Larsson                       | 1570   |
| 4     | RSA  | Robert Bodley George Harvey Charles Jeffreys Ernest Keeley Robert Patterson Arthur Smith                              | 1531   |
| 5     | FRA  | Paul Colas Raoul de Boigne Pierre Gentil Léon Johnson Maxime Landin Louis Percy                                       | 1515   |
| 6     | NOR  | Ole Degnæs Mathias Glomnes Olaf Husby Ole Jensen Hans Nordvik Arne Sunde                                              | 1473   |
| 7     | GRE  | Nikolaos Levidis Frangiskos Mavrommatis Spyridon Mostras Iakovos Theofilas Alexandros Theofilakis Ioannis Theofilakis | 1445   |
| 8     | DEN  | Niels Andersen Rasmus Friis Jens Hajslund Niels Larsen Lars Jørgen Madsen Hans Schultz                                | 1419   |

Datum: 29. Juni 1912

60 Teilnehmer aus 10 Ländern

### 300 m Armeegewehr Dreistellungskampf
| Platz | Land | Athlet           | Punkte |
| ----- | ---- | ---------------- | ------ |
| 1     | HUN  | Sándor Prokopp   | 97     |
| 2     | USA  | Carl Osburn      | 95     |
| 3     | NOR  | Engebret Skogen  | 95     |
| 4     | GRE  | Nikolaos Levidis | 95     |
| 5     | SWE  | Nils Romander    | 94     |
| 6     | GBR  | Arthur Fulton    | 92     |
| 7     | HUN  | Rezső Velez      | 92     |
| 8     | SWE  | Carl Flodström   | 91     |
|       |      |                  |        |
| 32    | AUT  | Johann Dulnig    | 82     |

Datum: 1. Juli 1912

91 Teilnehmer aus 12 Ländern
Um die Plätze 2 bis 4 fand ein Stechen statt.

### 300 m Freies Gewehr Dreistellungskampf
| Platz | Land | Athlet             | Punkte |
| ----- | ---- | ------------------ | ------ |
| 1     | FRA  | Paul Colas         | 987    |
| 2     | DEN  | Lars Jørgen Madsen | 981    |
| 3     | DEN  | Niels Larsen       | 962    |
| 4     | SWE  | Hugo Johansson     | 959    |
| 5     | NOR  | Gudbrand Skatteboe | 956    |
| 6     | SWE  | Bernhard Larsson   | 954    |
| 7     | NOR  | Albert Helgerud    | 952    |
| 8     | SWE  | Tönnes Björkman    | 947    |

Datum: 2. Juli 1912

84 Teilnehmer aus 9 Ländern

### 300 m Freies Gewehr Dreistellungskampf Mannschaft
| Platz | Land | Athleten                                                                                           | Punkte |
| ----- | ---- | -------------------------------------------------------------------------------------------------- | ------ |
| 1     | SWE  | Carl Björkman Erik Blomqvist Mauritz Eriksson Hugo Johansson Gustaf Adolf Jonsson Bernhard Larsson | 5655   |
| 2     | NOR  | Albert Helgerud Einar Liberg Østen Østensen Olaf Sæter Ole Sæther Gudbrand Skatteboe               | 5605   |
| 3     | DEN  | Niels Andersen Jens Hajslund Laurits Larsen Niels Larsen Lars Jørgen Madsen Ole Olsen              | 5529   |
| 4     | FRA  | Paul Colas Raoul de Boigne Pierre Gentil Léon Johnson Auguste Marion Louis Percy                   | 5471   |
| 5     | FIN  | Emil Holm Heikki Huttunen Voitto Kolho Gustav Nyman Huvi Tuiskunen Vilho Vauhkonen                 | 5323   |
| 6     | RSA  | Robert Bodley George Harvey Ernest Keeley Robert Patterson Arthur Smith George Whelan              | 4897   |
| 7     | RUS  | Pawel Walden Konstantin Kalinin Dmitri Kuskow Feofan Lebedev Pawel Lesch Alexander Tillo           | 4892   |

Datum: 4. Juli 1912

42 Teilnehmer aus 7 Ländern

### 50 m Kleinkalibergewehr
| Platz | Land | Athlet           | Punkte |
| ----- | ---- | ---------------- | ------ |
| 1     | USA  | Frederick Hird   | 194    |
| 2     | GBR  | William Milne    | 193    |
| 3     | GBR  | Harry Burt       | 192    |
| 4     | GBR  | Edward Lessimore | 192    |
| 5     | GBR  | Francis Kemp     | 190    |
| 6     | GBR  | Robert Murray    | 190    |
| 7     | USA  | William Leushner | 189    |
| 8     | SWE  | Erik Boström     | 189    |

Datum: 4. Juli 1912

41 Teilnehmer aus 9 Ländern

### 50 m Kleinkalibergewehr liegend Mannschaft
| Platz | Land | Athleten                                                                      | Punkte |
| ----- | ---- | ----------------------------------------------------------------------------- | ------ |
| 1     | GBR  | Edward Lessimore Robert Murray Joseph Pepé William Pimm                       | 762    |
| 2     | SWE  | Eric Carlberg Vilhelm Carlberg Arthur Nordenswan Ruben Örtegren               | 748    |
| 3     | USA  | Frederick Hird William Leushner Carl Osburn Warren Sprout                     | 744    |
| 4     | FRA  | Pierre Gentil Léon Johnson Maxime Landin André Regaud                         | 714    |
| 5     | DEN  | Hans Denver Povl Gerlow Lars Jørgen Madsen Frants Nielsen                     | 708    |
| 5     | GRE  | Nikolaos Levidis Frangiskos Mavrommatis Iakovos Theofilas Ioannis Theofilakis | 708    |

Datum: 3. Juli 1912

24 Teilnehmer aus 6 Ländern

### 25 m Kleinkaliber verschwindendes Ziel
| Platz | Land | Athlet                 | Punkte |
| ----- | ---- | ---------------------- | ------ |
| 1     | SWE  | Vilhelm Carlberg       | 242    |
| 2     | SWE  | Johan Hübner von Holst | 233    |
| 3     | SWE  | Gideon Ericsson        | 231    |
| 4     | GBR  | Joseph Pepé            | 231    |
| 5     | GBR  | Robert Murray          | 228    |
| 6     | SWE  | Axel Gyllenkrok        | 227    |
| 7     | GBR  | William Pimm           | 225    |
| 8     | USA  | Frederick Hird         | 221    |

Datum: 5. Juli 1912

36 Teilnehmer aus 8 Ländern

### 25 m Kleinkalibergewehr verschwindendes Ziel Mannschaft
| Platz | Land | Athleten                                                                      | Punkte |
| ----- | ---- | ----------------------------------------------------------------------------- | ------ |
| 1     | SWE  | Gustaf Boivie Eric Carlberg Vilhelm Carlberg Johan Hübner von Holst           | 925    |
| 2     | GBR  | William Milne Joseph Pepé William Pimm William Styles                         | 917    |
| 3     | USA  | Frederick Hird William Leushner William McDonnell Warren Sprout               | 881    |
| 4     | GRE  | Nikolaos Levidis Frangiskos Mavrommatis Iakovos Theofilas Ioannis Theofilakis | 716    |

Datum: 5. Juli 1912

16 Teilnehmer aus 4 Ländern

### 50 m Freie Pistole
| Platz | Land | Athlet            | Punkte |
| ----- | ---- | ----------------- | ------ |
| 1     | USA  | Alfred Lane       | 499    |
| 2     | USA  | Peter Dolfen      | 474    |
| 3     | GBR  | Charles Stewart   | 470    |
| 4     | SWE  | Georg de Laval    | 470    |
| 5     | SWE  | Erik Boström      | 468    |
| 6     | GBR  | Horatio Poulter   | 461    |
| 7     | USA  | Henry Sears       | 459    |
| 8     | RUS  | Nikolai Panin     | 457    |
|       |      |                   |        |
| 39    | AUT  | Adolf Schmal      | 406    |
| 44    | GER  | Gerhard Bock      | 395    |
| 53    | AUT  | Edmond Bernhardt  | 245    |
| 44    | GER  | Heinrich Herrmann | 189    |

Datum: 1. Juli 1912

54 Teilnehmer aus 12 Ländern

### 50 m Freie Pistole Mannschaft
| Platz | Land | Athleten                                                                                 | Punkte |
| ----- | ---- | ---------------------------------------------------------------------------------------- | ------ |
| 1     | USA  | John Dietz Peter Dolfen Alfred Lane Henry Sears                                          | 1916   |
| 2     | SWE  | Erik Boström Eric Carlberg Vilhelm Carlberg Georg de Laval                               | 1849   |
| 3     | GBR  | Hugh Durant Albert Kempster Horatio Poulter Charles Stewart                              | 1804   |
| 4     | RUS  | Mykola Melnyzkyj Nikolai Panin Hryhorij Schesterikow Pawel Woiloschnikow                 | 1801   |
| 5     | GRE  | Frangiskos Mavrommatis Konstantinos Skarlatos Alexandros Theofilakis Ioannis Theofilakis | 1731   |

Datum: 2. Juli 1912

20 Teilnehmer aus 5 Ländern

### 30 m Schnellfeuerpistole
| Platz | Land | Athlet                 | Punkte |
| ----- | ---- | ---------------------- | ------ |
| 1     | USA  | Alfred Lane            | 287    |
| 2     | SWE  | Paul Palén             | 286    |
| 3     | SWE  | Johan Hübner von Holst | 283    |
| 4     | USA  | John Dietz             | 283    |
| 5     | SWE  | Ivan Törnmarck         | 280    |
| 6     | SWE  | Eric Carlberg          | 278    |
| 7     | SWE  | Georg de Laval         | 277    |
| 8     | USA  | Walter Winans          | 276    |
|       |      |                        |        |
| 20    | AUT  | Adolf Schmal           | 267    |
| 39    | GER  | Georg Meyer            | 207    |
| 40    | AUT  | Edmond Bernhardt       | 194    |

Datum: 29. Juni 1912

42 Teilnehmer aus 10 Ländern

### 30 m Armeerevolver Mannschaft
| Platz | Land | Athleten                                                                               | Punkte |
| ----- | ---- | -------------------------------------------------------------------------------------- | ------ |
| 1     | SWE  | Eric Carlberg Vilhelm Carlberg Johan Hübner von Holst Paul Palén                       | 1145   |
| 2     | RUS  | Amos Kasch Mykola Melnyzkyj Heorhij Pantelejmonow Pawel Woiloschnikow                  | 1091   |
| 3     | GBR  | Hugh Durant Albert Kempster Horatio Poulter Charles Stewart                            | 1107   |
| 4     | USA  | John Dietz Alfred Lane Reginald Sayre Walter Winans                                    | 1097   |
| 5     | GRE  | Frangiskos Mavrommatis Georgios Petropoulos Konstantinos Skarlatos Ioannis Theofilakis | 1057   |
| 6     | FRA  | Georges de Crequi-Montfort Charles de Jaubert Maurice Fauré Edmond Sandoz              | 1041   |
| 7     | GER  | Gerhard Bock Heinrich Hoffmann Georg Meyer Benno Wandolleck                            | 890    |

Datum: 29. Juni bis 3. Juli 1912

28 Teilnehmer aus 7 Ländern

### 100 m Laufender Hirsch Einzelschuss
| Platz | Land | Athlet                   | Punkte |
| ----- | ---- | ------------------------ | ------ |
| 1     | SWE  | Alfred Swahn             | 41     |
| 2     | SWE  | Åke Lundeberg            | 41     |
| 3     | FIN  | Nestori Toivonen         | 41     |
| 4     | SWE  | Karl Larsson             | 39     |
| 4     | SWE  | Anders Lindskog          | 39     |
| 4     | SWE  | Oscar Swahn              | 39     |
| 7     | AUT  | Heinrich Elbogen         | 38     |
| 8     | SWE  | Adolph Cederström        | 37     |
| 8     | USA  | William Leushner         | 37     |
| 10    | AUT  | Adolf Michel             | 36     |
|       |      |                          |        |
| 13    | GER  | Erland Koch              | 33     |
| 15    | AUT  | Peter Paternelli         | 31     |
| 21    | GER  | Albert Preuß             | 28     |
| 25    | GER  | Horst Goeldel-Bronikowen | 27     |
| 31    | AUT  | Eberhard Steinböck       | 23     |

Datum: 28. Juni bis 1. Juli 1912

34 Teilnehmer aus 7 Ländern
Die Entscheidung um die drei ersten Plätze fiel in einem Stechen.

### 100 m Laufender Hirsch Einzelschuss Mannschaft
| Platz | Land | Athleten                                                             | Punkte |
| ----- | ---- | -------------------------------------------------------------------- | ------ |
| 1     | SWE  | Per-Olof Arvidsson Åke Lundeberg Alfred Swahn Oscar Swahn            | 151    |
| 2     | USA  | William Leushner William Libbey William McDonnell Walter Winans      | 132    |
| 3     | FIN  | Axel Fredrik Londen Ernst Rosenqvist Nestori Toivonen Iivar Väänänen | 123    |
| 4     | AUT  | Heinrich Elbogen Adolf Michel Peter Paternelli Eberhard Steinböck    | 115    |
| 5     | RUS  | Dmitri Barkow Harry Blaus Alexander Dobrschanski Wassili Skrozki     | 108    |

Datum: 4. Juli 1912

20 Teilnehmer aus 5 Ländern

### 100 m Laufender Hirsch Doppelschuss
| Platz | Land | Athlet               | Punkte |
| ----- | ---- | -------------------- | ------ |
| 1     | SWE  | Åke Lundeberg        | 79     |
| 2     | SWE  | Edward Benedicks     | 74     |
| 3     | SWE  | Oscar Swahn          | 72     |
| 4     | SWE  | Per-Olof Arvidsson   | 68     |
| 4     | SWE  | Oscar Swahn          | 68     |
| 6     | SWE  | Anders Lindskog      | 67     |
| 7     | SWE  | Erik Sökjer-Petersén | 65     |
| 8     | SWE  | Emil Lindewald       | 64     |
|       |      |                      |        |
| 16    | AUT  | Heinrich Elbogen     | 48     |
| 17    | GER  | Erland Koch          | 47     |
| 17    | GER  | Albert Preuß         | 47     |

Datum: 3. Juli 1912

20 Teilnehmer aus 6 Ländern

### Trap
| Platz | Land | Athlet                      | Punkte |
| ----- | ---- | --------------------------- | ------ |
| 1     | USA  | James Graham                | 96     |
| 2     | GER  | Alfred Goeldel-Bronikowen   | 94     |
| 3     | RUS  | Harry Blaus                 | 91     |
| 4     | GBR  | Harold Humby                | 88     |
| 4     | GRE  | Anastasios Metaxas          | 88     |
| 4     | GER  | Albert Preuß                | 88     |
| 4     | FIN  | Adolf Schnitt               | 88     |
| 4     | GER  | Franz von Zedlitz und Leipe | 88     |
|       |      |                             |        |
| 12    | GER  | Horst Goeldel-Bronikowen    | 86     |
| 12    | GER  | Erland Koch                 | 86     |
| 17    | GER  | Erich Graf von Bernstorff   | 84     |
| 25    | GER  | Hans Lüttich                | 77     |

Datum: 2. bis 4. Juli 1912

61 Teilnehmer aus 11 Ländern

### Trap Mannschaft
| Platz | Land | Athleten | Punkte |
| ----- | ---- | --- | ------ |
| 1     | USA  | Charles Billings Edward Gleason James Graham Frank Hall John Hendrickson Ralph Spotts                                             | 532    |
| 2     | GBR  | John Butt William Grosvenor Harold Humby Alexander Maunder Charles Palmer George Whitaker                                         | 511    |
| 3     | GER  | Alfred Goeldel-Bronikowen Horst Goeldel-Bronikowen Erland Koch Albert Preuß Erich Graf von Bernstorff Franz von Zedlitz und Leipe | 510    |
| 4     | SWE  | Johan Ekman Hjalmar Frisell Åke Lundeberg Alfred Swahn Victor Wallenberg Carl Wollert                                             | 243    |
| 5     | FIN  | Edvard Bacher Emil Collan Karl Fazer Robert Huber Axel Fredrik Londen Adolf Schnitt                                               | 233    |
| 6     | FRA  | Édoard Creuzé Henri de Castex Georges de Crequi-Montfort Charles de Jaubert André Fleury René Texier                              | 90     |

Datum: 29. Juni bis 1. Juli 1912

36 Teilnehmer aus 6 Ländern